# Захарово (Бежецкий район)

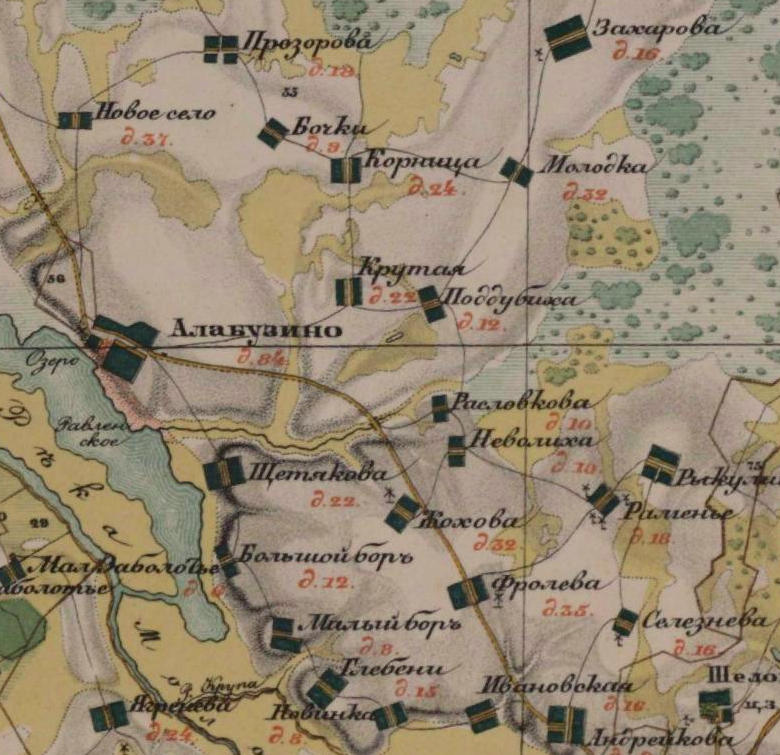
Карта окрестностей д Захарово. Сост. в 1848 и 1849 чинами Межевого ведомства Тверской губернии и офицерами топографов воен. ведомства под наблюдением генерал-майора А. И. Менде

Заха́рово (карел. Zaharova) — деревня в Бежецком муниципальном округе Тверской области. До апреля 2023 г. входила в состав упраздненного Фралёвского сельского поселения.

## Географические данные
Находится в 9 километрах к северу от Бежецка и 6 километрах к северу от Фралёва.
Через деревню проходит шоссейная дорога Бежецк — Ляды.

## История
Первые упоминания деревни датируются 1627 годом.
По данным переписи 1709 года деревня принадлежала Московскому Новодевичьему монастырю. Секуляризационная реформа 1764 года, проведённая Екатериной II, освободила жителей деревни от монастырской зависимости и перевела их в разряд «экономических крестьян».
До административно-территориальной реформы 1919 года деревня была в составе Новской волости Бежецкого уезда.
Жители деревни были прихожанами Троицкой (постройки конца XVIII века) и Смоленской (постройки начала XIX века) церквей села Алабузино, находившихся в 8 верстах от деревни.
В 1859 г. в деревне «при пруде и колодцах» было 50 дворов и проживало 287 человек: 131 мужчина и 156 женщин. Деревня считалась «казенной» (в ней жили государственные крестьяне).
1887 год: деревня в низине, 4 колодца и 5 прудов, мельница, школа грамотности. Дворов — 56.
Население — 305 человек: 145 мужского пола, 160 женского. Грамотных — 30 мужчин, учащихся — три мальчика и одна девочка.
Число скота: лошадей — 53, коров и быков — 99, безлошадных хозяйств — 7, хозяйств без коров — 7.
С незапамятных времен в деревни было развито вязание варежек и чулков. Этим промыслом занимались не только женщины и дети, но иногда и мужчины. Товар сбывался в Бежецке. Семья из трех человек за зиму из 1,5 пуда шерсти изготавливала до 100 пар варежек, доход от продажи которых составлял около 12 рублей.
В 1901 г. в деревне было 35 дворов и проживало 140 мужчины и 151 женщин.
В 1915 г. деревня насчитывала 66 дворов.
В 1919 году в был создан Захаровский сельсовет в качестве административно-территориальной единицы сначала Алабузинской волости Бежецкого уезда, а затем Бежецкого района.
Во время Великой Отечественной войны на фронте погибли и пропали без вести 43 жителя деревни.
До 1970 г. в деревне была восьмилетняя школа.
В 2020 г. к деревне подведён межпоселковый газопровод.

## Население
| 2008 | 2010 |
| ---- | ---- |
| 52   | ↘35  |

## Известные люди
В сельской школе в конце 1920-х — начале 1930-х годов учился Григорьев, Михаил Григорьевич будущий генерал-полковник, первый заместитель командующего РВСН СССР, лауреат Ленинской премии.